# Discografia de Coldplay
La discografia de Coldplay, banda de rock alternatiu londinenca, està formada per nou àlbums d'estudi, 54 senzills, 18 extended plays, dotze compilacions, sis àlbums de directe i cinc de vídeos. La banda ha superar els cent milions d'àlbums i senzills venuts arreu del món, i també ha estat guardonat amb diversos premis Grammy. Coldplay està format per Guy Berryman (baix), Jonny Buckland (guitarra), Chris Martin (cantant, guitarra, teclats) i Will Champion (bateria).
El seu primer àlbum d'estudi fou publicat l'any 2000 arribant al número 1 de la llista d'àlbums en el seu país d'origen. Els seus darrers treballs han arribat a la posició més alta de les llistes dels països més importants del món i com a conseqüència, diversos discs de platí.

## Àlbums

### Àlbums d'estudi
| Any  | Nom                                       | Dades | Posicions en llista | Posicions en llista | Posicions en llista | Posicions en llista | Posicions en llista | Posicions en llista | Posicions en llista | Certificacions                                                                                                   |
| Any  | Nom                                       | Dades | RUN                 | AUS                 | CAN                 | ESP                 | FRA                 | ALE                 | EUA                 | Certificacions                                                                                                   |
| ---- | ----------------------------------------- | --- | ------------------- | ------------------- | ------------------- | ------------------- | ------------------- | ------------------- | ------------------- | --- |
| 2000 | Parachutes                                | - Publicació: 10 de juliol de 2000 - Discogràfica: Capitol, Parlophone - Formats: CD, Casset, LP - Vendes mundials: 13.000.000            | 1                   | 2                   | 19                  | 47                  | 31                  | 54                  | 51                  | - ALE: 1x Or - AUS: 3x Platí - CAN: 2x Platí - EUA: 2x Platí - FRA: 2x Or - RUN: 9x Platí - IFPI: 1x Gold        |
| 2002 | A Rush of Blood to the Head               | - Publicació: 26 d'agost de 2002 - Discogràfica: Capitol, Parlophone - Formats: CD, CS, LP - Vendes mundials: 15.000.000                  | 1                   | 1                   | 1                   | 49                  | 4                   | 1                   | 5                   | - ALE: 3x Or - AUS: 7x Platí - CAN: 4x Platí - EUA: 4x Platí - FRA: 2x Or - RUN: 9x Platí - IFPI: 1x Gold        |
| 2005 | X&Y                                       | - Publicació: 6 de juny de 2005 - Discogràfica: Capitol, Parlophone - Formats: CD, LP, Descàrrega digital - Vendes mundials: 13.000.000   | 1                   | 1                   | 1                   | 2                   | 1                   | 1                   | 1                   | - ALE: 3x Platí - AUS: 6x Platí - CAN: 5x Platí - EUA: 3x Platí - FRA: 2x Platí - RUN: 9x Platí - IFPI: 2x Platí |
| 2008 | Viva la Vida or Death and All His Friends | - Publicació: 12 de juny de 2008 - Discogràfica: Capitol, Parlophone - Formats: CD, LP, Descàrrega digital - Vendes mundials: 10.000.000  | 1                   | 1                   | 1                   | 1                   | 1                   | 1                   | 1                   | - ALE: 7x Or - AUS: 4x Platí - CAN: 5x Platí - EUA: 2x Platí - FRA: 1x Diamant - RUN: 5x Platí - IFPI: 3x Platí  |
| 2011 | Mylo Xyloto                               | - Publicació: 24 d'octubre de 2011 - Discogràfica: Capitol, Parlophone - Formats: CD, LP, Descàrrega digital - Vendes mundials: 8.000.000 | 1                   | 1                   | 1                   | 3                   | 1                   | 1                   | 1                   | - ALE: 2x Platí - AUS: 2x Platí - CAN: 3x Platí - EUA: 1x Platí - FRA: 3x Platí - RUN: 5x Platí - IFPI: 2x Platí |
| 2014 | Ghost Stories                             | - Publicació: 19 de maig de 2014 - Discogràfica: Parlophone - Formats: CD, LP, Descàrrega digital - Vendes mundials: 3.700.000            | 1                   | 1                   | 1                   | 1                   | 1                   | 1                   | 1                   | - ALE: 3x Or - AUS: 2x Platí - CAN: 2x Platí - EUA: 1x Platí - FRA: 3x Platí - RUN: 2x Platí - IFPI: 2x Platí    |
| 2015 | A Head Full of Dreams                     | - Publicació: 4 de desembre de 2015 - Discogràfica: Parlophone - Formats: CD, LP, Descàrrega digital - Vendes mundials: 6.000.000         | 1                   | 2                   | 2                   | 2                   | 4                   | 3                   | 2                   | - ALE: 3x Or - AUS: 1x Platí - CAN: 2x Platí - EUA: 1x Platí - FRA: 3x Platí - RUN: 4x Platí                     |
| 2019 | Everyday Life                             | - Publicació: 22 de novembre de 2019 - Discogràfica: Parlophone - Formats: CD, LP, casset, descàrrega digital, streaming                  | 1                   | 1                   | 3                   | 3                   | 1                   | 4                   | 7                   | - FRA: 1x Platí - RUN: 1x Or                                                                                     |
| 2021 | Music of the Spheres                      | - Publicació: 15 d'octubre de 2021 - Discogràfica: Parlophone - Formats: CD, LP, casset, descàrrega digital, streaming                    | 1                   | 1                   | 2                   | 1                   | 1                   | 2                   | 4                   | - CAN: 1x Or - FRA: 1x Platí - RUN: 1x Or                                                                        |
| 2024 | Moon Music                                | - Publicació: 4 d'octubre de 2024 - Discogràfica: Parlophone - Formats: CD, LP, streaming                                                 | 1                   | 1                   | 2                   |                     | 3                   | 1                   | 1                   | - FRA: 1x Plata - RUN: 1x Platí                                                                                  |
| Any  | Nom                                       | Dades | RUN                 | AUS                 | CAN                 | ESP                 | FRA                 | ALE                 | EUA                 | Certificacions                                                                                                   |
| Any  | Nom                                       | Dades | Posicions en llista |                     |                     |                     |                     |                     |                     | Certificacions                                                                                                   |

### Àlbums de directe
| Any  | Nom                      | Dades | Posicions en llista | Posicions en llista | Posicions en llista | Posicions en llista | Posicions en llista | Posicions en llista | Posicions en llista | Certificacions               |
| Any  | Nom                      | Dades | RUN                 | AUS                 | CAN                 | ESP                 | FRA                 | ALE                 | EUA                 | Certificacions               |
| ---- | ------------------------ | --- | ------------------- | ------------------- | ------------------- | ------------------- | ------------------- | ------------------- | ------------------- | ---------------------------- |
| 2003 | Live 2003                | - Publicació: 1 de novembre de 2003 - Discogràfica: Capitol, Parlophone - Formats: CD, descàrrega digital    | 46                  | 16                  | 10                  | −                   | 26                  | 34                  | 13                  | - AUS: 1x Or - EUA: 1x Or    |
| 2009 | LeftRightLeftRightLeft   | - Publicació: 15 de maig de 2009 - Discogràfica: Capitol, Parlophone - Formats: CD, descàrrega digital       | −                   | −                   | −                   | −                   | −                   | −                   | −                   |                              |
| 2011 | Live in Madrid           | - Publicació: 31 d'octubre de 2011 - Discogràfica: EMI - Formats: Descàrrega digital                         | −                   | −                   | −                   | −                   | −                   | −                   | −                   |                              |
| 2012 | Live 2012                | - Publicació: 19 de novembre de 2012 - Discogràfica: Capitol, Parlophone - Formats: CD, descàrrega digital   | −                   | −                   | −                   | −                   | 5                   | 3                   | −                   | - FRA: 1x Platí              |
| 2014 | Ghost Stories Live 2014  | - Publicació: 24 de novembre de 2014 - Discogràfica: Parlophone, Atlantic - Formats: CD, Descàrrega digital  | 2                   | −                   | −                   | −                   | −                   | −                   | 93                  | - FRA: 1x Or                 |
| 2016 | Live from Spotify London | - Publicació: 16 de desembre de 2016 - Discogràfica: Parlophone - Formats: Descàrrega digital                | −                   | −                   | −                   | −                   | −                   | −                   | −                   |                              |
| 2018 | Live in Buenos Aires     | - Publicació: 7 de desembre de 2018 - Discogràfica: Parlophone - Formats: CD, descàrrega digital, casset, LP | 15                  | 18                  | 66                  | −                   | 16                  | 5                   | 128                 | - FRA: 1x Or - RUN: 1x Plata |
| 2018 | Love in Tokyo            | - Publicació: 7 de desembre de 2018 - Discogràfica: Parlophone - Formats: CD, descàrrega digital             | −                   | −                   | −                   | −                   | −                   | −                   | −                   |                              |

### Compilacions
| Any  | Nom                                                  | Dades                                                                                            | Certificacions   |
| ---- | ---------------------------------------------------- | ------------------------------------------------------------------------------------------------ | ---------------- |
| 2006 | A Rush of Blood to the Head / Parachutes             | - Publicació: 2 d'octubre de 2006 - Discogràfica: EMI - Formats: box set CD                      |                  |
| 2007 | The Singles 1999–2006                                | - Publicació: 26 de març de 2007 - Discogràfica: Parlophone - Formats: 7" box set                |                  |
| 2007 | Parachutes / A Rush of Blood to the Head / Live 2003 | - Publicació: 21 d'agost de 2007 - Discogràfica: EMI - Formats: box set CD i DVD                 |                  |
| 2010 | Viva la Vida / X&Y                                   | - Publicació: 9 de juliol de 2010 - Discogràfica: EMI - Formats: box set CD                      |                  |
| 2012 | 4 CD Catalogue Set                                   | - Publicació: 26 de novembre de 2012 - Discogràfica: EMI - Formats: box set CD                   | - 1x Plata (RUN) |
| 2014 | A Rush of Blood to the Head / Live 2003              | - Publicació: 16 de gener de 2014 - Discogràfica: Warner Music Group - Formats: box set CD i DVD |                  |
| 2014 | Live 2012 / X&Y                                      | - Publicació: 3 de juny de 2014 - Discogràfica: Warner Music Group - Formats: box set CD i DVD   |                  |
| 2017 | A Head Full of Dreams / Viva la Vida                 | - Publicació: 2 de setembre de 2017 - Discogràfica: Warner Music Group - Formats: box set CD     |                  |
| 2018 | The Butterfly Package                                | - Publicació: 7 de desembre de 2018 - Discogràfica: Parlophone - Formats: 2CD/2DVD i 3LP/2DVD    |                  |
| 2018 | Ghost Stories / X&Y                                  | - Publicació: 16 d'abril de 2018 - Discogràfica: Warner Music Group - Formats: box set CD        |                  |
| 2019 | Mylo Xyloto / Viva la Vida                           | - Publicació: 23 de gener de 2019 - Discogràfica: Warner Music Group - Formats: box set CD       |                  |
| 2021 | Everyday Life / A Head Full of Dreams                | - Publicació: 13 de setembre de 2021 - Discogràfica: Warner Music Group - Formats: box set CD    |                  |

### Àlbums de vídeo
| Any  | Nom                     | Dades                                                                                   | Posicions en llista                                   | Posicions en llista                                   | Posicions en llista                                   | Certificacions                                                  |
| Any  | Nom                     | Dades                                                                                   | RUN                                                   | AUS                                                   | EUA                                                   | Certificacions                                                  |
| ---- | ----------------------- | --------------------------------------------------------------------------------------- | ----------------------------------------------------- | ----------------------------------------------------- | ----------------------------------------------------- | --------------------------------------------------------------- |
| 2003 | Live 2003               | - Publicació: 4 de novembre de 2003 - Discogràfica: Parlophone - Formats: DVD           | −                                                     | −                                                     | 1                                                     | - AUS: 8x Platí - CAN: 8x Platí - EUA: 6x Platí - RUN: 2x Platí |
| 2012 | Live 2012               | - Publicació: 20 de novembre de 2012 - Discogràfica: Parlophone - Formats: DVD, Blu-ray | 1                                                     | 1                                                     | 1                                                     | - AUS: 7x Platí - CAN: 4x Platí - RUN: 4x Platí                 |
| 2014 | Ghost Stories Live 2014 | - Publicació: 24 de novembre de 2014 - Discogràfica: Parlophone - Formats: DVD, Blu-ray | 2                                                     | −                                                     | −                                                     | - RUN: 1x Or                                                    |
| 2018 | Live in São Paulo       | - Publicació: 7 de desembre de 2018 - Discogràfica: Parlophone - Formats: DVD           | Inclòs en The Butterfly Package, no venut per separat | Inclòs en The Butterfly Package, no venut per separat | Inclòs en The Butterfly Package, no venut per separat |                                                                 |

### Extended Plays
| Any  | Nom                                      | Dades | Certificacions   |
| ---- | ---------------------------------------- | --- | ---------------- |
| 1998 | Safety                                   | - Publicació: 18 de maig de 1998 - Discogràfica: − - Formats: CD, casset                                        |                  |
| 1999 | The Blue Room                            | - Publicació: 11 d'octubre de 1999 - Discogràfica: Parlophone - Formats: CD, casset, 12"                        |                  |
| 2000 | Acoustic                                 | - Publicació: 29 d'octubre de 2000 - Discogràfica: Parlophone - Formats: CD, casset                             |                  |
| 2001 | Trouble - Norwegian Live                 | - Publicació: 17 d'abril de 2001 - Discogràfica: Parlophone - Formats: CD, casset                               |                  |
| 2001 | Mince Spies                              | - Publicació: 30 de novembre de 2001 - Discogràfica: Parlophone - Formats: CD                                   |                  |
| 2003 | Remixes                                  | - Publicació: 21 de juliol de 2003 - Discogràfica: Parlophone - Formats: 12"                                    |                  |
| 2008 | Prospekt's March                         | - Publicació: 21 de novembre de 2008 - Discogràfica: Parlophone - Formats: CD, 12", descàrrega digital,         | - RUN: 1x Argent |
| 2011 | Every Teardrop Is a Waterfall            | - Publicació: 26 de juny de 2011 - Discogràfica: Parlophone - Formats: CD, 7", descàrrega digital               |                  |
| 2011 | iTunes Festival: London 2011             | - Publicació: 18 de setembre de 2011 - Discogràfica: EMI - Formats: Descàrrega digital                          |                  |
| 2011 | Live in Madrid                           | - Publicació: 31 d'octubre de 2011 - Discogràfica: EMI - Formats: Descàrrega digital                            |                  |
| 2014 | A Sky Full of Stars                      | - Publicació: 29 de juny de 2014 - Discogràfica: Parlophone - Formats: CD, descàrrega digital                   |                  |
| 2016 | Live from Spotify London                 | - Publicació: 16 de desembre de 2016 - Discogràfica: Parlophone - Formats: streaming                            |                  |
| 2017 | Kaleidoscope                             | - Publicació: 14 de juliol de 2017 - Discogràfica: Parlophone - Formats: CD, descàrrega digital, 12", streaming |                  |
| 2018 | Global Citizen - EP 1 (com Los Unidades) | - Publicació: 30 de novembre de 2018 - Discogràfica: Parlophone - Formats: Descàrrega digital, streaming        |                  |
| 2020 | Coldplay: Reimagined                     | - Publicació: 21 de febrer de 2020 - Discogràfica: Parlophone - Formats: streaming                              |                  |
| 2021 | Live from Climate Pledge Arena           | - Publicació: 5 de novembre de 2021 - Discogràfica: Parlophone - Formats: streaming                             |                  |
| 2021 | Infinity Station Sessions                | - Publicació: 2 de desembre de 2021 - Discogràfica: Parlophone - Formats: streaming                             |                  |
| 2022 | Spotify Singles                          | - Publicació: 23 de febrer de 2022 - Discogràfica: Parlophone - Formats: streaming                              |                  |

## Senzills
| Any  | Cançó                                             | Posicions en llista | Posicions en llista | Posicions en llista | Posicions en llista | Posicions en llista | Posicions en llista | Certificacions                                                                                       | Àlbum                                           |
| Any  | Cançó                                             | RUN                 | AUS                 | CAN                 | FRA                 | ALE                 | EUA                 | Certificacions                                                                                       | Àlbum                                           |
| ---- | ------------------------------------------------- | ------------------- | ------------------- | ------------------- | ------------------- | ------------------- | ------------------- | --- | ----------------------------------------------- |
| 1999 | «Brothers & Sisters»                              | 92                  | −                   | −                   | −                   | −                   | −                   | | —                                               |
| 2000 | «Shiver»                                          | 35                  | 57                  | −                   | −                   | −                   | −                   | - RUN: 1x Plata                                                                                      | Parachutes                                      |
| 2000 | «Yellow»                                          | 4                   | 5                   | −                   | 96                  | −                   | 48                  | - AUS: 1x Platí - EUA: 4x Platí - RUN: 4x Platí                                                      | Parachutes                                      |
| 2000 | «Trouble»                                         | 10                  | −                   | −                   | 60                  | −                   | −                   | - RUN: 1x Or                                                                                         | Parachutes                                      |
| 2001 | «Don't Panic»                                     | 130                 | 57                  | −                   | −                   | −                   | −                   | - RUN: 1x Plata                                                                                      | Parachutes                                      |
| 2002 | «In My Place»                                     | 2                   | 23                  | 2                   | 60                  | 65                  | −                   | - RUN: 1x Or                                                                                         | A Rush of Blood to the Head                     |
| 2002 | «The Scientist»                                   | 10                  | 40                  | 16                  | 96                  | 26                  | −                   | - EUA: 4x Platí - RUN: 3x Platí                                                                      | A Rush of Blood to the Head                     |
| 2003 | «Clocks»                                          | 9                   | 28                  | 7                   | 65                  | 50                  | 29                  | - EUA: 2x Platí - RUN: 1x Platí                                                                      | A Rush of Blood to the Head                     |
| 2003 | «God Put a Smile upon Your Face»                  | 100                 | 43                  | −                   | −                   | −                   | −                   | | A Rush of Blood to the Head                     |
| 2005 | «Speed of Sound»                                  | 2                   | 9                   | 2                   | 42                  | 19                  | 8                   | - AUS: 1x Or - CAN: 1x Or - EUA: 1x Or - RUN: 1x Or                                                  | X&Y                                             |
| 2005 | «Fix You»                                         | 4                   | 25                  | 4                   | 187                 | 65                  | 59                  | - AUS: 1x Platí - EUA: 3x Platí - RUN: 3x Platí                                                      | X&Y                                             |
| 2005 | «Talk»                                            | 10                  | 20                  | 4                   | 34                  | 29                  | 86                  | - RUN: 1x Plata                                                                                      | X&Y                                             |
| 2006 | «The Hardest Part»                                | −                   | 40                  | −                   | −                   | −                   | −                   | | X&Y                                             |
| 2008 | «Violet Hill»                                     | 8                   | 9                   | 6                   | 36                  | 10                  | 40                  | - AUS: 1x Or - RUN: 1x Plata                                                                         | Viva la Vida or Death and All His Friends       |
| 2008 | «Viva la Vida»                                    | 1                   | 2                   | 4                   | 7                   | 5                   | 1                   | - ALE: 3x Platí - AUS: 1x Platí - CAN: 1x Or - EUA: 5x Platí - RUN: 4x Platí                         | Viva la Vida or Death and All His Friends       |
| 2008 | «Lost!» (amb Jay-Z)                               | 54                  | −                   | 55                  | −                   | 73                  | 40                  | | Viva la Vida or Death and All His Friends       |
| 2009 | «Life in Technicolor II»                          | 28                  | 63                  | 92                  | −                   | −                   | −                   | | Prospekt's March                                |
| 2009 | «Strawberry Swing»                                | 158                 | −                   | −                   | −                   | −                   | −                   | | Viva la Vida or Death and All His Friends       |
| 2010 | «Christmas Lights»                                | 13                  | 32                  | 18                  | −                   | 26                  | 25                  | - ALE: 1x Platí - RUN: 1x Platí                                                                      | —                                               |
| 2011 | «Every Teardrop Is a Waterfall»                   | 6                   | 14                  | 9                   | 20                  | 24                  | 14                  | - AUS: 1x Platí - RUN: 1x Platí                                                                      | Mylo Xyloto                                     |
| 2011 | «Paradise»                                        | 1                   | 3                   | 13                  | 5                   | 12                  | 15                  | - ALE: 1x Or - AUS: 6x Platí - CAN: 3x Platí - EUA: 3x Platí - FRA: 1x Or - RUN: 3x Platí            | Mylo Xyloto                                     |
| 2012 | «Charlie Brown»                                   | 22                  | 78                  | −                   | 148                 | −                   | −                   | - RUN: 1x Or                                                                                         | Mylo Xyloto                                     |
| 2012 | «Princess of China» (amb Rihanna)                 | 4                   | 16                  | 17                  | 24                  | 41                  | 20                  | - AUS: 1x Platí - RUN: 1x Platí                                                                      | Mylo Xyloto                                     |
| 2012 | «Hurts Like Heaven»                               | 157                 | −                   | −                   | −                   | −                   | −                   | | Mylo Xyloto                                     |
| 2013 | «Atlas»                                           | 12                  | 30                  | 33                  | 31                  | 19                  | 69                  | | Banda sonora de The Hunger Games: Catching Fire |
| 2014 | «Magic»                                           | 10                  | 5                   | 13                  | 6                   | 14                  | 14                  | - AUS: 2x Platí - CAN: 1x Platí - EUA: 1x Platí - RUN: 1x Platí                                      | Ghost Stories                                   |
| 2014 | «A Sky Full of Stars»                             | 9                   | 2                   | 4                   | 3                   | 6                   | 10                  | - ALE: 2x Platí - AUS: 2x Platí - CAN: 3x Platí - EUA: 4x Platí - FRA: 1x Or - RUN: 3x Platí         | Ghost Stories                                   |
| 2014 | «True Love»                                       | 180                 | −                   | −                   | 146                 | −                   | −                   | | Ghost Stories                                   |
| 2014 | «Ink»                                             | 156                 | −                   | −                   | −                   | −                   | −                   | | Ghost Stories                                   |
| 2015 | «Adventure of a Lifetime»                         | 7                   | 20                  | 11                  | 2                   | 5                   | 13                  | - ALE: 1x Platí - AUS: 1x Or - CAN: 2x Platí - EUA: 3x Platí - FRA: 1x Or - RUN: 3x Platí            | A Head Full of Dreams                           |
| 2016 | «Hymn for the Weekend»                            | 6                   | 24                  | 32                  | 3                   | 11                  | 25                  | - ALE: 1x Platí - AUS: 1x Or - CAN: 2x Platí - EUA: 3x Platí - FRA: 1x Or - RUN: 3x Platí            | A Head Full of Dreams                           |
| 2016 | «Up & Up»                                         | 71                  | 74                  | −                   | 161                 | 79                  | −                   | - RUN: 1x Plata                                                                                      | A Head Full of Dreams                           |
| 2016 | «A Head Full of Dreams»                           | 173                 | −                   | −                   | 156                 | −                   | −                   | - RUN: 1x Plata                                                                                      | A Head Full of Dreams                           |
| 2016 | «Everglow»                                        | 52                  | 93                  | 66                  | 28                  | 42                  | −                   | - CAN: 1x Or - RUN: 1x Platí                                                                         | A Head Full of Dreams                           |
| 2017 | «Something Just Like This» (amb The Chainsmokers) | 2                   | 2                   | 3                   | 6                   | 4                   | 3                   | - ALE: 3x Platí - AUS: 14x Platí - CAN: 6x Platí - EUA: 1x Diamant - FRA: 1x Diamant - RUN: 4x Platí | Kaleidoscope                                    |
| 2017 | «Miracles (Someone Special)» (amb Big Sean)       | 54                  | −                   | −                   | 72                  | −                   | −                   | | Kaleidoscope                                    |
| 2019 | «Orphans»                                         | 27                  | 68                  | 59                  | 175                 | 94                  | −                   | - FRA: 1x Or - RUN: 1x Plata                                                                         | Everyday Life                                   |
| 2019 | «Arabesque»                                       | −                   | −                   | −                   | −                   | −                   | −                   | | Everyday Life                                   |
| 2021 | «Higher Power»                                    | 12                  | 44                  | 31                  | 98                  | 35                  | 53                  | - ALE: 1x Or - CAN: 1x Or - FRA: 1x Or - RUN: 1x Platí                                               | Music of the Spheres                            |
| 2021 | «My Universe» (amb BTS)                           | 3                   | 7                   | 9                   | 33                  | 13                  | 1                   | - ALE: 1x Or - AUS: 1x Platí - CAN: 2x Platí - EUA: 1x Platí - FRA: 1x Diamant - RUN: 1x Platí       | Music of the Spheres                            |
| 2022 | «Let Somebody Go» (amb Selena Gomez)              | 24                  | 66                  | 45                  | 115                 | 74                  | 91                  | - FRA: 1x Or - RUN: 1x Plata                                                                         | Music of the Spheres                            |
| 2024 | «Feelslikeimfallinginlove»                        | 16                  | 54                  | 82                  | 66                  | 31                  | 81                  | - AUS: 1x Platí - CAN: 1x Or - FRA: 1x Or - RUN: 1x Or                                               | Moon Music                                      |
| Any  | Cançó                                             | RUN                 | AUS                 | CAN                 | FRA                 | ALE                 | EUA                 | Certificacions                                                                                       | Àlbum                                           |
| Any  | Cançó                                             | Posicions en llista |                     |                     |                     |                     |                     | Certificacions                                                                                       | Àlbum                                           |

### Senzills promocionals
| Any  | Cançó                          | Posicions en llista | Posicions en llista | Posicions en llista | Posicions en llista | Posicions en llista | Certificacions  | Àlbum                                     |
| Any  | Cançó                          | AUS                 | CAN                 | FRA                 | EUA                 | RUN                 | Certificacions  | Àlbum                                     |
| ---- | ------------------------------ | ------------------- | ------------------- | ------------------- | ------------------- | ------------------- | --------------- | ----------------------------------------- |
| 2003 | «Moses»                        | −                   | −                   | −                   | −                   | −                   |                 | Live 2003                                 |
| 2006 | «What If»                      | −                   | −                   | −                   | −                   | −                   |                 | X&Y                                       |
| 2008 | «Lovers in Japan»              | −                   | 77                  | −                   | −                   | 131                 |                 | Viva la Vida or Death and All His Friends |
| 2012 | «Up with the Birds» / «U.F.O.» | −                   | −                   | −                   | −                   | −                   |                 | Mylo Xyloto                               |
| 2012 | «Up in Flames»                 | −                   | −                   | −                   | −                   | −                   |                 | Mylo Xyloto                               |
| 2014 | «Midnight»                     | 44                  | 27                  | 5                   | 29                  | 48                  | - RUN: 1x Plata | Ghost Stories                             |
| 2019 | «Everyday Life»                | −                   | −                   | −                   | −                   | −                   |                 | Everyday Life                             |
| 2020 | «Champion of the World»        | −                   | −                   | −                   | −                   | 93                  |                 | Everyday Life                             |
| 2020 | «Flags»                        | −                   | −                   | −                   | −                   | −                   |                 | Everyday Life                             |
| 2021 | «Coloratura»                   | −                   | −                   | −                   | −                   | −                   |                 | Music of the Spheres                      |
| 2022 | «People of the Pride»          | −                   | −                   | −                   | −                   | −                   |                 | Music of the Spheres                      |
| 2022 | «Biutyful»                     | −                   | −                   | −                   | −                   | −                   |                 | Music of the Spheres                      |
| 2022 | «Humankind»                    | −                   | −                   | −                   | −                   | −                   |                 | Music of the Spheres                      |
| Any  | Cançó                          | AUS                 | CAN                 | FRA                 | EUA                 | RUN                 | Certificacions  | Àlbum                                     |
| Any  | Cançó                          | Posicions en llista |                     |                     |                     |                     | Certificacions  | Àlbum                                     |

### Altres cançons
| Any  | Cançó                                                     | Posicions en llista | Posicions en llista | Posicions en llista | Posicions en llista | Posicions en llista | Certificacions | Àlbum                                     |
| Any  | Cançó                                                     | AUS                 | CAN                 | EUA                 | FRA                 | RUN                 | Certificacions | Àlbum                                     |
| ---- | --------------------------------------------------------- | ------------------- | ------------------- | ------------------- | ------------------- | ------------------- | -------------- | ----------------------------------------- |
| 2000 | «Sparks»                                                  | −                   | −                   | −                   | −                   | −                   | - RUN: 1x Or   | Parachutes                                |
| 2001 | «Have Yourself a Merry Little Christmas»                  | −                   | −                   | −                   | −                   | −                   |                | Mince Spies                               |
| 2008 | «Life in Technicolor»                                     | −                   | 92                  | −                   | −                   | 112                 |                | Viva la Vida or Death and All His Friends |
| 2008 | «Cemeteries of London»                                    | −                   | −                   | −                   | −                   | 134                 |                | Viva la Vida or Death and All His Friends |
| 2008 | «Death and All His Friends»                               | −                   | −                   | −                   | −                   | 183                 |                | Viva la Vida or Death and All His Friends |
| 2008 | «42»                                                      | −                   | −                   | −                   | −                   | 123                 |                | Viva la Vida or Death and All His Friends |
| 2008 | «Glass of Water»                                          | −                   | 92                  | −                   | −                   | 134                 |                | Prospekt's March                          |
| 2008 | «Prospekt's March/Poppyfields»                            | −                   | −                   | −                   | −                   | 182                 |                | Prospekt's March                          |
| 2009 | «The Goldrush»                                            | −                   | −                   | −                   | −                   | 139                 |                | Life in Technicolor II                    |
| 2010 | «A Message 2010»                                          | −                   | 57                  | −                   | −                   | 88                  |                | Hope for Haiti Now                        |
| 2011 | «Moving to Mars»                                          | 71                  | 64                  | 90                  | 70                  | 163                 |                | Every Teardrop Is a Waterfall             |
| 2011 | «Major Minus»                                             | 72                  | 68                  | 92                  | 71                  | 133                 |                | Mylo Xyloto                               |
| 2014 | «Always in My Head»                                       | −                   | −                   | −                   | 111                 | 124                 |                | Ghost Stories                             |
| 2014 | «Another's Arms»                                          | −                   | −                   | −                   | 83                  | 70                  |                | Ghost Stories                             |
| 2014 | «O»                                                       | −                   | −                   | −                   | 107                 | 108                 |                | Ghost Stories                             |
| 2014 | «Miracles»                                                | −                   | −                   | −                   | 153                 | 95                  |                | Unbroken                                  |
| 2015 | «Birds»                                                   | −                   | −                   | −                   | −                   | 156                 |                | A Head Full of Dreams                     |
| 2015 | «Fun» (amb Tove Lo)                                       | −                   | −                   | −                   | 118                 | 164                 |                | A Head Full of Dreams                     |
| 2015 | «Kaleidoscope»                                            | −                   | −                   | −                   | −                   | −                   |                | A Head Full of Dreams                     |
| 2015 | «Army of One»                                             | −                   | −                   | −                   | 165                 | 198                 |                | A Head Full of Dreams                     |
| 2015 | «Amazing Day»                                             | −                   | −                   | −                   | −                   | −                   |                | A Head Full of Dreams                     |
| 2015 | «Colour Spectrum»                                         | −                   | −                   | −                   | −                   | −                   |                | A Head Full of Dreams                     |
| 2017 | «Hypnotised»                                              | −                   | 81                  | −                   | 185                 | 70                  |                | Kaleidoscope                              |
| 2017 | «All I Can Think About Is You»                            | −                   | −                   | −                   | 116                 | −                   |                | Kaleidoscope                              |
| 2018 | «E-Lo» (com Los Unidades) (amb Pharrell Williams i Jozzy) | −                   | −                   | −                   | −                   | −                   |                | Global Citizen – EP 1                     |
| 2019 | «Trouble in Town»                                         | −                   | −                   | −                   | −                   | −                   |                | Everyday Life                             |
| 2019 | «Daddy»                                                   | −                   | −                   | −                   | −                   | −                   |                | Everyday Life                             |
| 2019 | «Church»                                                  | −                   | −                   | −                   | −                   | −                   |                | Everyday Life                             |
| 2021 | «Human Heart» (amb We Are King i Jacob Collier)           | −                   | −                   | −                   | −                   | −                   |                | Music of the Spheres                      |
| Any  | Cançó                                                     | AUS                 | CAN                 | EUA                 | FRA                 | RUN                 | Certificacions | Àlbum                                     |
| Any  | Cançó                                                     | Posicions en llista |                     |                     |                     |                     | Certificacions | Àlbum                                     |

## Vídeo

### Àlbums de vídeo
| Any  | Nom                          | Dades                                                                                      | Posicions en llista | Posicions en llista | Posicions en llista | Posicions en llista | Certificacions                                                  |
| Any  | Nom                          | Dades                                                                                      | AUS                 | EUA                 | ITA                 | RUN                 | Certificacions                                                  |
| ---- | ---------------------------- | ------------------------------------------------------------------------------------------ | ------------------- | ------------------- | ------------------- | ------------------- | --------------------------------------------------------------- |
| 2003 | Live 2003                    | - Publicació: 4 de novembre de 2003 - Discogràfica: Parlophone - Formats: DVD              | −                   | 1                   | 1                   | −                   | - AUS: 8x Platí - CAN: 8x Platí - EUA: 6x Platí - RUN: 2x Platí |
| 2006 | Live from Austin City Limits | - Publicació: 27 de gener de 2006 - Discogràfica: Parlophone - Formats: Descàrrega digital | −                   | −                   | −                   | −                   |                                                                 |
| 2012 | Live 2012                    | - Publicació: 20 de novembre de 2012 - Discogràfica: Parlophone - Formats: DVD, Blu-ray    | 1                   | 1                   | 1                   | 1                   | - AUS: 7x Platí - CAN: 4x Platí - RUN: 4x Platí                 |
| 2014 | Ghost Stories Live 2014      | - Publicació: 24 de novembre de 2014 - Discogràfica: Parlophone - Formats: DVD, Blu-ray    | −                   | −                   | −                   | 2                   | - RUN: 1x Or                                                    |
| 2018 | Live in São Paulo            | - Publicació: 7 de desembre de 2018 - Discogràfica: Parlophone - Formats: DVD              | −                   | −                   | −                   | −                   |                                                                 |

### Pel·lícules
| Any  | Títol                           | Dades                                                                                  |
| ---- | ------------------------------- | -------------------------------------------------------------------------------------- |
| 2006 | How We Saw the World            | Concert dirigit per Hamish Hamilton i publicat en canals de televisió d'arreu del món. |
| 2018 | Coldplay: A Head Full of Dreams | Documental musical dirigit per Mat Whitecross i publicat en cinemes d'arreu del món.   |
| 2019 | Everyday Life: Live in Jordan   | Pel·lícula musical dirigitda per Paul Dugdale i publicada exclusivament per YouTube.   |
| 2020 | Coldplay: Reimagined            | Curtmetratge musical dirigit per Andy Hines i publicat exclusivament per Apple Music.  |
| 2023 | Live at River Plate             | Pel·lícula musical dirigida per Paul Dugdale i publicada en cinemes d'arreu del món.   |

### Videoclips
| Any  | Cançó                                    | Directors/es                     |
| ---- | ---------------------------------------- | -------------------------------- |
| 1999 | «Bigger Stronger»                        | Mat Whitecross                   |
| 2000 | «Shiver»                                 | Grant Gee                        |
| 2000 | «Yellow»                                 | James & Alex                     |
| 2000 | «Trouble»                                | Tim Hope                         |
| 2001 | «Don't Panic»                            | Tim Hope                         |
| 2002 | «In My Place»                            | Sophie Muller                    |
| 2002 | «The Scientist»                          | Jamie Thraves                    |
| 2003 | «Clocks»                                 | Dominic Leung                    |
| 2003 | «God Put a Smile upon Your Face»         | Jamie Thraves                    |
| 2005 | «Speed of Sound»                         | Mark Romanek                     |
| 2005 | «Fix You»                                | Sophie Muller                    |
| 2005 | «Talk»                                   | Anton Corbijn                    |
| 2006 | «The Hardest Part»                       | Mary Wigmore                     |
| 2008 | «Violet Hill»                            | Asa Mader                        |
| 2008 | «Viva la Vida»                           | Hype Williams                    |
| 2008 | «Lovers in Japan»                        | Mat Whitecross                   |
| 2008 | «Lost!»                                  | Mat Whitecross                   |
| 2009 | «Life in Technicolor II»                 | Dougal Wilson                    |
| 2009 | «Strawberry Swing»                       | Shynola                          |
| 2010 | «Christmas Lights»                       | Mat Whitecross                   |
| 2011 | «Every Teardrop Is a Waterfall»          | Mat Whitecross                   |
| 2011 | «Paradise»                               | Mat Whitecross                   |
| 2012 | «Charlie Brown»                          | Mat Whitecross                   |
| 2012 | «Princess of China»                      | Adria Petty Alan Bibby           |
| 2012 | «Hurts Like Heaven»                      | Mark Osborne                     |
| 2014 | «Midnight»                               | Mary Wigmore                     |
| 2014 | «Magic»                                  | Jonas Åkerlund                   |
| 2014 | «A Sky Full of Stars»                    | Mat Whitecross                   |
| 2014 | «True Love»                              | Jonas Åkerlund                   |
| 2014 | «All Your Friends»                       | Simon Hargood                    |
| 2014 | «Always is My Head»                      | Alasdair Brotherston Jock Mooney |
| 2014 | «Ink»                                    | Ben Miles Jamie Carter           |
| 2015 | «Ghost Story»                            | Campbell Hooper                  |
| 2015 | «Adventure of a Lifetime»                | Mat Whitecross                   |
| 2016 | «Birds»                                  | Marcus Haney                     |
| 2016 | «Hymn for the Weekend»                   | Ben Mor                          |
| 2016 | «Up&Up»                                  | Vania Heymann Gal Muggia         |
| 2016 | «A Head Full of Dreams»                  | Marcus Haney                     |
| 2016 | «Everglow»                               | Ben Mor                          |
| 2017 | "Something Just Like This (Tokyo Remix)» | Mat Whitecross                   |
| 2019 | «Orphans»                                | Mat Whitecross                   |
| 2019 | «Daddy»                                  | Åsa Lucander                     |
| 2019 | «Everyday Life»                          | Karena Evans                     |
| 2020 | «Cry Cry Cry»                            | Dakota Johnson Cory Bailey       |
| 2020 | «Champion of the World»                  | Cloé Bailly                      |
| 2020 | «Trouble In Town»                        | Aoife McArdle                    |
| 2021 | «Higher Power»                           | Dave Meyers                      |
| 2021 | «My Universe»                            | Dave Meyers                      |
| 2022 | «Let Somebody Go»                        | Dave Meyers                      |
| 2022 | «People of the Pride»                    | Paul Dugdale                     |
| 2022 | «Biutyful»                               | Mat Whitecross                   |
| 2022 | «Humankind»                              | Stevie Rae Gibbs Marcus Haney    |